# 方传鑫
方传鑫（1948年—2017年1月23日），男，汉族，祖籍浙江鄞县，生于上海，中国书法家，曾任中国书法家协会理事。